# Stanislav Močár
Stanislav Močár (* 31. ledna 1961) je bývalý slovenský fotbalový útočník.

## Fotbalová kariéra
V československé lize hrál za ZVL Žilina a Duklu Banská Bystrica. V československé lize nastoupil ve 116 utkáních a dal 17 gólů.

## Ligová bilance
| Ročník                                   | Zápasy | Góly | Klub                  |
| ---------------------------------------- | ------ | ---- | --------------------- |
| 1. československá fotbalová liga 1980/81 | 6      | 1    | Dukla Banská Bystrica |
| 1. československá fotbalová liga 1981/82 | 21     | 3    | Dukla Banská Bystrica |
| 1. československá fotbalová liga 1982/83 | 15     | 0    | ZVL Žilina            |
| 1. československá fotbalová liga 1983/84 | 28     | 7    | ZVL Žilina            |
| 1. československá fotbalová liga 1984/85 | 20     | 2    | ZVL Žilina            |
| 1. československá fotbalová liga 1985/86 | 27     | 4    | ZVL Žilina            |
| CELKEM                                   | 116    | 17   |                       |